# Llewellyn Ivor Price
Llewellyn Ivor Price (Santa Maria, 9 oktober 1905 - Rio Grande do Sul, 9 juni 1980) was een van de eerste Braziliaanse paleontologen. Zijn werk droeg niet alleen bij aan de ontwikkeling van de Braziliaanse, maar ook aan de wereldwijde paleontologie. Hij verzamelde Staurikosaurus, de eerste dinosauriër die in Brazilië werd ontdekt.

## Biografie
Price werd geboren in Santa Maria. Als zoon van Amerikaanse ouders, missionarissen van de methodisten, studeerde hij scheikunde en studeerde af in zoölogie en geologie in de Verenigde Staten. Na professor aan Harvard te zijn geweest keerde hij in 1944 terug naar Brazilië. Hij overleed op 9 juni 1980 op 74-jarige leeftijd aan een hartaanval in Rio Grande do Sul.

## Onderscheidingen
In 1980 ontving hij de José Bonifácio de Andrada e Silva-prijs van de Sociedade Brasileira de Geologia.